# Rhein II
Andreas Gursky

Rhein II

C-Print (Auflage: 6 Ex.)

185,4 × 363,5 cm

verschiedene Sammlungen

Link zum Bild

(Bitte Urheberrechte beachten)
Rhein II ist eine Farbfotografie des deutschen Künstlers Andreas Gursky aus dem Jahr 1999.

## Entstehungsgeschichte
Die Aufnahme entstand für eine zweite und im Format größere C-Print-Edition mit dem Motiv „Rhein“. Die Exemplare sind von 1/6 bis 6/6 rückseitig nummeriert und handsigniert. Gursky zeigt eine radikal reduzierte Landschaft. Unter bedecktem Himmel fließt der Rhein horizontal zwischen grasbewachsenen Deichen. Unter dem vorderen Deich ist ein asphaltierter Fahrrad- und Fußweg zu sehen. Das ursprünglich mit abgelichtete Kraftwerk Lausward und weitere Hafenanlagen im Hintergrund sowie eine Person im Vordergrund, die ihren Hund ausführt, wurden von Gursky digital entfernt. Aufgenommen wurde das Bild vom Deich an der Rheinallee in Düsseldorf-Oberkassel zwischen der Walkürenstraße und der Hectorstraße.
Er ließ das Bild im C-Print-Verfahren in einer Größe von 185,4 × 363,5 cm ausbelichten und mit der Bildseite auf Acrylglas montieren.
Ein weiteres Motiv „Rhein“ (später als „Rhein I“ bezeichnet) stammte bereits von 1996 und befasste sich mit dem identischen Thema. Es wurde im Format 145,8 × 180,8 cm ebenfalls in einer Auflage von 6 Exemplaren abgezogen. Das Exemplar 3/6 wurde 2014 bei Sotheby’s in New York für 1.805.000 US-Dollar versteigert. Das Exemplar 6/6 erzielte in einer vorhergehenden Auktion 2011 noch 2.098.500 US-Dollar. Weitere Exemplare von „Rhein I“ existieren im Format 186 × 222 cm.

## Provenienz
Die Galerie Monika Sprüth in Köln erwarb den Druck 1/6 und verkaufte ihn an einen anonymen deutschen Sammler. Am 8. November 2011 erzielte das Bild in New York bei einer Auktion von Christie’s einen Preis von 3,1 Millionen Euro und wurde damit zeitweise zur teuersten Fotografie der Welt. Die Identität des Käufers ist – wie häufig bei Versteigerungen durch internationale Auktionshäuser, bei denen auch telefonisch geboten werden kann – nicht bekannt. Ein weiteres Exemplar (5/6) befindet sich in der Sammlung der Tate Gallery in London. Das Exemplar 4/6 ist im Besitz der Pinakothek in München. Weitere Exemplare befinden sich im Museum of Modern Art, New York und in der Glenstone Collection, Potomac. Seit November 2017 hängt ein Exemplar in der Staatskanzlei von Nordrhein-Westfalen. Zur Bundestagswahl 2002 stellte Gursky das Motiv für die Wahlwerbung der rot-grünen Bundesregierung zur Verfügung.